# Anak Talang
Anak Talang is een bestuurslaag in het regentschap Indragiri Hulu van de provincie Riau, Indonesië. Anak Talang telt 1150 inwoners (volkstelling 2010).